# اكنسو (آيت يزيد)
اكنسو هو دُوَّار يقع بجماعة آيت حكيم آيت يزيد، إقليم الحوز، جهة مراكش آسفي في المملكة المغربية. ينتمي الدوّار لمشيخة آيت يزيد التي تضم 4 دواوير. يقدر عدد سكانه بـ 713 نسمة حسب الإحصاء الرسمي للسكان والسكنى لسنة 2004.

## روابط خارجية
- البوابة الوطنية للجماعات الترابية
- المندوبية السامية للتخطيط